# Shut Your Mouth and Open Your Eyes
Shut Your Mouth and Open Your Eyes is het derde album van de Amerikaanse rockband AFI. Het is de eerste cd met Hunter Burgan op bas.

## Track listing
1. Keeping Out of Direct Sunlight (An Introduction) – 0:58
2. Three Reasons – 1:33
3. A Single Second – 2:12
4. Ph Low – 1:42
5. Let It Be Broke – 2:06
6. Third Season – 2:49
7. Lower Your Head and Take it in the Body – 1:46
8. Coin Return – 2:33
9. The New Patron Saints and Angels – 2:17
10. Three Seconds Notice – 1:35
11. Salt For Your Wounds – 2:24
12. Today's Lesson – 2:14 (Filth cover)
13. The Devil Loves You – 1:30
14. Triple Zero – 2:50
15. Last Caress - 2:00